# Список ботаников-систематиков/I

Список начинающихся на букву I обозначений имён ботаников, которые используются при цитировании научных (латинских) биноминальных названий растений.
Международный кодекс ботанической номенклатуры (МКБН) рекомендует в публикациях на ботанические темы, особенно если они касаются таксономии и номенклатуры, указывать авторов названий таксонов. Указание авторов названий таксонов следует выполнять в соответствии с правилами и советами, приведёнными в МКБН. В частности, в МКБН дана рекомендация использовать при цитировании авторов таксонов опубликованную в 1992 году книгу Браммита и Пауэлл Authors of plant names с уточнениями и дополнениями, соответствующими сведениям из баз данных International Plant Names Index и Index Fungorum.
Список обозначений содержит:
- стандартную форму обозначения,
- имя на русском языке (если известно),
- имя на родном языке персоны (или на английском),
- год рождения или годы жизни; в некоторых случаях дан год первой публикации (пометка fl.), в которой использовано данное обозначение.

## Список
- I.K.Ferguson — Ian Keith Ferguson, 1938—
- I.M.Johnst. — Джонстон, Айвен Марри (англ. Ivan Murray Johnston, 1898—1960)[1]
- I.Matsuda — Ichiro Matsuda
- I.Telford — Ian R.H. Telford, 1941—
- I.W.Bailey — Бейли, Ирвинг Видмер (англ. Irving Widmer Bailey, 1884—1967)
- Ietsw. — J. H. Ietswaart, 1940—
- Ignatov — Игнатов, Михаил Станиславович (1956—)
- Iinuma — Yokusai Iinuma, 1782—1865
- Ikonn. — Иконников, Сергей Сергеевич (1931—2005)
- Iljin — Ильин, Модест Михайлович (1889—1967)
- Iljinski — Ильинский, Алексей Порфирьевич (1888—1945)
- Iltis — Илтис, Хью Хеллмут (чеш. Hugh Hellmut Iltis, 1925—)
- Imbach — Emil J. Imbach, 1897—1970
- Ingram — Ингрэм, Коллингвуд (англ. Collingwood Ingram, 1880—1981)
- Inocencio — Иносенсио, Кристина (es:Cristina Inocencio, 1969—; fl. 2006)[2]
- Irmisch — Ирмиш, Тило (нем. Johann Friedrich Thilo Irmisch, 1816—1879)
- Irving — Walter Irving, 1867—1934
- Isely — Duane Isely, 1918—2000
- Ito — яп. 伊藤圭介, Ito Keisuke, 1803—1901
- Ivanina — Иванина, Людмила Ивановна (1917—)

### Комментарии
1. ↑  В советское время применяли сокращение Johnst., которое теперь указывает на Джорджа Джонстона (англ. George Johnston; 1797—1855)
2. ↑  Не путать с Laís de Souza Inocencio, имеющим сокращение «L.S.Inocencio»